# イタリア語アルファベット
イタリア語アルファベット（イタリアごアルファベット、イタリア語: Alfabeto italiano「アルファベート・イタリアーノ」）は、イタリア語の音素を転写するために使用され、21文字から構成されている。ただし、実際にはラテン文字基本26字に含まれる他の5文字（j, k, w, x, y）もイタリア語以外の言語からの借用等には使用される。

## イタリア語アルファベットの一覧
| 番号       | 1   | 2   | 3        | 4    | 5       | 6        | 7        | 8      | 9       | 10     | 11     | 12     | 13      | 14  | 15     | 16     | 17      | 18   | 19      | 20   | 21        |
| 大文字     | A   | B   | C        | D    | E       | F        | G        | H      | I       | L      | M      | N      | O       | P   | Q      | R      | S       | T    | U       | V    | Z         |
| ---------- | --- | --- | -------- | ---- | ------- | -------- | -------- | ------ | ------- | ------ | ------ | ------ | ------- | --- | ------ | ------ | ------- | ---- | ------- | ---- | --------- |
| 小文字     | a   | b   | c        | d    | e       | f        | g        | h      | I       | l      | m      | n      | o       | p   | q      | r      | s       | t    | u       | v    | z         |
| 名前       | a   | bi  | ci       | di   | e       | effe     | gi       | acca   | i       | elle   | emme   | enne   | o       | pi  | cu     | erre   | esse    | ti   | u       | vi   | zeta      |
| カナ転写   | ア  | ビ  | チ       | ディ | エ      | エッフェ | ジ       | アッカ | イ      | エッレ | エンメ | エンネ | オ      | ピ  | ク     | エッレ | エッセ  | ティ | ウ      | ヴィ | ゼータ    |
| IPA        | /a/ | /b/ | /k/ /tʃ/ | /d/  | /e/ /ɛ/ | /f/      | /ɡ/ /dʒ/ | —      | /i/ /j/ | /l/    | /m/    | /n/    | /o/ /ɔ/ | /p/ | /k(w)/ | /r/    | /s/ /z/ | /t/  | /u/ /w/ | /v/  | /ts/ /dz/ |
| アクセント | à   |     |          |      | è, é    |          |          |        | ì, î    |        |        |        | ò, ó    |     |        |        |         |      | ù       |      |           |

## アクセント

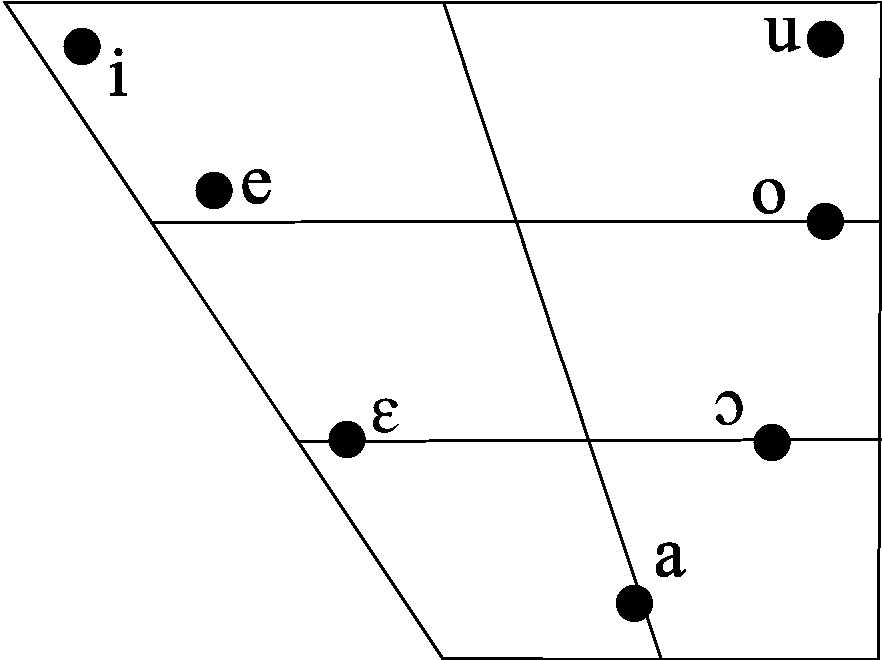
イタリア語の7つの母音

イタリア語では、アクセントは母音（a, e, i, o, u）に付く。表記上、母音は5文字だが発音上は「e」と「o」は2種の発音があるため、母音は7つ（IPA: /a/,/ε/, /e/, /i/, /ɔ/, /o/, /u/）になる。 原則的には、単語の後ろから数えて2番目の母音にアクセントが付くが、後ろから数えて3番目の母音にアクセントが付く単語も多い。単語の最後の母音にアクセントが付く場合のみ、アクセント符号を記述する。 グレイヴ・アクセント「`」は、「a, i, u」の上に付けられる他、「e /ɛ/」と「o /ɔ/」の上にも付けらる。アキュートアクセントは「e /e/」と「o /o/」の上に付けられる。サーカムフレックスも、20世紀の前半まではイタリア語の表記に使用されていた。

## 外来語の文字
ラテン文字の基本26文字に含まれ、イタリア語アルファベットに含まれない5文字、即ち、 J (i lunga), K (cappa), W (vi doppia), X (ics), Y (ipsilon)は、イタリア語起源の名前や言葉にはめったに使用されない。使用されるのは、ギリシャ語起源の言葉や、それらから派生した単語に由来する。また、イタリア語以外の言語からの借用や、科学的な用語では用いられる。
- J (i lunga[5])の文字は、ラテン語における子音としての「I」（その発音では母音iが続く）のように発音され、例えば、Jesi, Jesolo, Juventus, junior, Jacopo等がある。19世紀にイタリア語に導入されたが、その後、廃止されたため、姓（例えば、Jannacci）や地名（例えば、Jesolo）、その他いくつかの例外（例えば、juventino）を除いて削除された。また、2つの母音に挟まれている場合には、発音の視点から同等のスペルである「I」の方が好まれる（例えば、giojaの代わりにgioia）。一方で多くの、特に古い辞書ではJを文字として考慮せず、単純に「i」の異体字として扱っている[6]。

- K (cappa)の文字は、ハードな「C」として発音される（例えば、Kenia, kerosene, kripton）。

- W (vi doppia) の文字は、「V」の文字と同じように発音される（例えば、Walter, Wanda, Wolframio, water 等では）[7][8]。

- X (ics) の文字は、2つの文字（CS）タフな「C」に続けて「S」のように発音される（例えば、接頭辞のように付く、xilofono, uxoricidio, xenofobia）。他に、Craxi や Bixio 等の姓、Arbatax, Simaxis, civraxiu 等のサルデーニャの地名に見られる。

- Y (ipsilon) の文字は、「I」の文字のように発音される（例えば、yogurt, yo-yo, yoga等では）。

イタリア語アルファベットに無い5文字（j, k, w, x, y）も、言語によっては普通に使用されている。イタリア語を話す際であっても、イタリア語以外の言語の単語やそれらが起源の単語を話す場合には、それに相応しい発音をする（例えば、jazz, jumbo jet, abat-jour, Juan, ok, kaiser, western）。
| 大文字   | J        | K        | W          | X        | Y            |
| 小文字   | j        | k        | w          | x        | y            |
| 名前     | i lunga  | cappa    | doppia vu  | ics      | ipsilon      |
| カナ転写 | イルンガ | カッパ   | ドッピアヴ | イクス   | イプスィロン |
| IPA      | 語による | 語による | 語による   | 語による | 語による     |

## 注記
1. 1 2  「TRECCANI, LA CULTURA ITALIANA "accento grave e acuto"(イタリア百科事典、イタリア文「アクセント」)」2017年6月29日閲覧。
2. ↑  入江たまよ　『ニューエクスプレス　イタリア語（CD付）』　株式会社白水社、2007年4月25日、10-13頁。ISBN 978-4-560-00394-7
3. ↑  「TRECCANI, LA CULTURA ITALIANA "ACCENTO"(イタリア百科事典、イタリア文化「アクセント：アキュート・グレイヴ」)」2017年6月29日閲覧。
4. ↑  Accademia della Crusca
5. ↑  http://www.treccani.it/vocabolario/j-j/ Vocabolario Treccani, j.
6. ↑  Giacomo Devoto e Giancarlo Oli, Nuovo Vocabolario Illustrato della Lingua Italiana, Milano, Le Monnier, 1987.
7. ↑  Bruno Migliorini, Carlo Tagliavini, Piero Fiorelli, Dizionario italiano multimediale e multilingue d'ortografia e di pronunzia, RAI ERI, 2010, ISBN 978883971478-7
8. ↑  Cfr. una scheda dell'Accademia della Crusca: «il normale parlante italiano è intimamente convinto che la w rappresenti (anzi “sia”) una consonante, come in Walter».